# Zygmunt Butkiewicz
Zygmunt Butkiewicz (ur. 14 sierpnia 1872, zm. 16 lipca 1935 w Poznaniu) – polski wiolonczelista i pedagog muzyczny.

## Życiorys
W latach 1896–1917 był członkiem działającego w Rosji w pałacu Oranienbaum kwartetu smyczkowego księcia Georga Mecklenburg-Strelitz, wnuka cara Piotra I. 31 marca 1902 wykonał wraz z Siergiejem Rachmaninowem sonatę na wiolonczelę i fortepian op. 19 tegoż kompozytora.
Po rewolucji październikowej 1917 zamieszkał w Polsce.
Był zaprzyjaźniony z Mieczysławem Karłowiczem. 
Był jurorem I Konkursu Chopinowskiego 1927, w latach 1926-1929 dyrektorem Państwowego Konserwatorium Muzycznego w Poznaniu.
Koncertował w wielu krajach Europy. Recenzenci podkreślali wspaniałe opanowanie instrumentu, niezawodność techniki, piękny, ciepły, idealnie czysty ton.